# Osakis
Osakis is een plaats (city) in de Amerikaanse staat Minnesota, en valt bestuurlijk gezien onder Douglas County en Todd County.

## Demografie
Bij de volkstelling in 2000 werd het aantal inwoners vastgesteld op 1567.
In 2006 is het aantal inwoners door het United States Census Bureau geschat op 1570, een stijging van 3 (0.2%).

## Geografie
Volgens het United States Census Bureau beslaat de plaats een oppervlakte van
5,5 km², waarvan 5,2 km² land en 0,3 km² water.

## Plaatsen in de nabije omgeving
De onderstaande figuur toont nabijgelegen plaatsen in een straal van 20 km rond Osakis.